# Pražské nokturno
Pražské nokturno je třetí opera (op. 23) českého skladatele Zbyňka Vostřáka na libreto Jana Weniga napsané podle stejnojmenné povídky Františka Kubky. Vznikla v letech 1957–58 a premiéru měla 20. února 1960 v Divadle Zdeňka Nejedlého Ústí nad Labem.

## Vznik, charakteristika a historie opery
Pražské nokturno je Vostřákova třetí opera. Vzniklo v období po dobově úspěšné premiéře (1955) jeho předchozí opery Královský mincmistr, totiž v letech 1957–1958, je však v něm vidět obrat k mnohem modernějšímu hudebnímu stylu a mizí i politicky a dobově podmíněná snaha po „lidovosti“ i zjevné návaznosti na českou operní tradici. I tato opera se odehrává v přesně určeném okamžiku české historie, její příběh je však symbolický a prostředí Prahy poloviny 18. století je pro něj jen náladotvornou kulisou. Podle Emila Ludvíka se zde skladateli podařilo „vystihnout nejmodernějšími prostředky barokního ducha děje i barokní pražské prostředí“.
Na rozdíl od například Královského mincmistra, kde orchestr často provázel a podporoval zpěvní part, je v Pražském nokturnu pěvecká linka vedena volně a samostatně, v kontrapunktu k orchestrálnímu zvuku, který pracuje přísně motivicky, čímž přispívá k barokizující atmosféře. Orchestr je stejně jako ve Vostřákových předchozích operách bohatě obsazen a má barvitý zvuk, současně však dosahuje větší průzračnosti; zpěvní melodie odpoutaná od orchestru je bohatší a barvitější. Jednotícím rysem opery je jednotná lyricko-baladicko atmosféra, přitlumenost při vystižení situací jak drastických (ozvuky války), tak bujarých (plesy a zábavy francouzské společnosti). Podle Ladislava Šípa "všechno se odehrává jakoby za oparem mlhy, za závojem, v náznaku".
Základnímu baladickému tónu opery odpovídá i střídání vrcholně dramatických reálných scén a klidnějších symbolických nebo snových scén, z nichž některé jsou zvláště působivé, jako Kašparovo dvojí setkání se žebračkou, píseň o hrůzách války, kterou zpívá Armand v masce Smrti, nebo Kašparovou vroucí vyznání Praze.
Náladou je Vostřákovo Pražské nokturno příbuzné zhruba současné opeře Jaroslava Doubravy Balada o lásce, napsané rovněž na libreto Jana Weniga.
Pražské nokturno bylo poprvé uvedeno roku 1960 v Ústí nad Labem. Přes příznivé zejména kritické přijetí zůstalo toto nastudování jediným. Jde o dílo inscenačně značně náročné.

## Osoby a první obsazení
| osoba | hlasový obor | premiéra (20.2.1960)                   |
| --- | ------------ | -------------------------------------- |
| Petr Kašpar | baryton      | Rudolf Jedlička / Ilja Prokop          |
| Armand Lenfer | tenor        | Oldřich Lindauer                       |
| de Voisin, intendant                                                                                                   | bas          | Stanislav Hejduček                     |
| Berta de Voisin-Villars                                                                                                | soprán       | Růžena Kohoutová / Jarmila Krásová     |
| hraběnka Morzinová, její přítelkyně                                                                                    | mezzosoprán  | Marie Štréblová / Ludmila Škorpilová   |
| de Belle-Isle, maršál                                                                                                  | bas          | Joža Mikula / Ilja Prokop              |
| de Meusne, adjutant | tenor        | Jiří Pavlíček                          |
| sestra jeptiška | mezzosoprán  | Libuše Hanušová / Ludmila Škorpilová   |
| 1. raněný | tenor        | František Kůna                         |
| 2. raněný | tenor        | František Helenský                     |
| 3. raněný | baryton      | Ladislav Muška                         |
| 4. raněný | bas          | Václav Polesný                         |
| student | baryton      | Rudolf Palata                          |
| žebračka | soprán       | Karla Janečková / Drahomíra Královcová |
| holič | tenor        | František Kůna                         |
| Jiří Petr, rektor univerzity, strýc Kašparův                                                                           | bas          | Vladimír Zapletal                      |
| klerik | …            | Josef Novotný                          |
| důstojník | …            | Jaroslav Vávra                         |
| sbor za scénou, hosté u maršála de Belle-Isle a u Berty de Voisin, dav před mosteckou věží, sluhové, hlasy v orchestru |              |                                        |
| Dirigent: Josef Bartl, režie: Karel Jernek, choreografie: Pavel Šmok, scéna: Oldřich Pavlík, kostýmy: Olga Filipi      |              |                                        |

## Děj opery
Děje se v Praze od 2. ledna 1742 do 2. ledna 1743.

### 1. obraz
Je po francouzském vpádu do Prahy. Ve špitále na Újezdě se léčí ranění z bitvy; hrají v karty a zpívají. Jeden z nich, student Kašpar, býval krásný mladík a díky podpoře jeho strýce, rektora Karlo-Ferdinandovy univerzity, jej čekala velká budoucnost. Nyní však leží na posteli oddělen závěsem, aby nešokoval ostatní svým obličejem zohyzděným nepřátelskou šavlí.
Mezi raněné přichází pan de Voisin, jeho choť Berta a její přítelkyně hraběnka Morzinová. Rozdávají raněným dárky a občerstvení. Když Berta odhrne Kašparovu plentu, vykřikne a zděšeně ustoupí. Její manžel dává Kašparovi dva dukáty, ten si však vyžádá šátek, který Berta leknutím upustila.
Po odchodu návštěvy si Kašpar definitivně uvědomuje svou situaci i to, že se do Berty zamiloval. Do špitálu přichází žebračka a Kašpar jí dává své dva dukáty. Žebračka se jej snaží utěšit, student však myslí jen na Bertu a je ochoten povolat na pomoc i peklo. Jeho zástupce se objeví v podobě francouzského důstojníka Armanda Lenfera. Ten za slib krásy, bohatství a Bertiny lásky od Kašpara žádá propadnutí jeho duše za rok a den. Kašpar přijímá.

### 2. obraz
Na plese u maršála de Belle-Isle představuje Armand manželům de Voisinovým mladého a pohledného barona Petra Kašpara z račic. Berta mu věnuje svou náklonnost, Armand však Kašparovi našeptává, že k tomu, aby ji získal, musí odstranit jejího manžela.

### 3. obraz
Lazebník holí Kašpara v jeho přepychovém saloně a vypráví mu o tom, že pan de Voisin padl za oběť neznámému vrahu. Kašpar holiče vyhodí. Vyjde na balkon a pozoruje krásu večerní Prahy, města, které mu učarovalo od okamžiku, kdy sem přišel jako chudý hoch z venkova. Z Kašparovy ložnice vychází Berta: chtěla by mít milence jen pro sebe, ale jeho myšlenky jí stále unikají. Ponechává Kašpara o samotě a ten si tváří v tvář svému městu uvědomuje, že za svůj zločin bude pykat.

### 4. obraz
Berta pořádá večírek v maskách. Hosté se baví a tančí, když se náhle ve dveřích objeví Smrt a zpívá jim varovnou píseň. Zděšení přítomných pomine až poté, co Berta zpod masky Smrti polibkem odhalí Armanda. Zábava se znovu rozproudí a Berta při ní podléhá šarmu pana de Meusna. Večírek je však záhy nadobro přerušen zprávou o požáru Prahy. Hosté se rozutekou, jen Armand si v klidu vykládá pasiáns. De Meusne Bertu přesvědčí, aby s ním a s francouzským vojskem opouštějícím Prahu odešla zpět do Francie. V tom do sálu vtrhne špinavý, otrhaný a rozčilený Kašpar. Berta a de Meusne se skryjí v ložnici, ale Kašpar se dovtípí, co se chystá, a ze žárlivosti oba zabije. Lenfer svou partii vyhrál.

### 5. obraz
Starý rektor diktuje mladému klerikovi své paměti. Svého synovce Kašpara, který spěšně vstoupí do jeho pracovny, pro jeho zubožený stav ani nepoznává. Kašpar se rektorovi představuje jako přítel jeho synovce a žádá ho, aby se mu mohl vyzpovídat. Rektor k nečekané úsluze svolí, než k tomu však dojde, přicházejí dva francouzští důstojníci a zatýkají rektora jako rukojmí pro odcházející vojsko. Kašpar se strýci konečně dává poznat, ten mu však již jen stačí požehnat. V jednom z důstojníků, kteří strýce odvádějí, Kašpar poznává Armanda.

### 6. obraz
Praha je osvobozena od Francouzů a rozjařený dav táhne k mostu. Kašpar je však na pokraji šílenství: dnes mu vyprší lhůta. Žebračka, jíž kdysi daroval peníze obdržené od pana de Voisin, mu nabízí útěchu v chrámu. Kašpara ale pronásledují přízraky osob, které zabil, i Armanda, který se hlásí o jeho duši. Nešťastný voják se vrhá z mostu a nachází smrt ve chladných vodách Vltavy.